# Mario Masuku
Mario Masuku, né en 1951 dans le village de Makhosini et mort le 11 janvier 2021, est un opposant politique et militant pour la démocratie swazilandais, emprisonné à plusieurs reprises.

## Biographie
Il naît dans une famille pauvre, le sixième de dix enfants, dans ce qui est alors le protectorat britannique du Swaziland. Son village natal est le lieu d'inhumation traditionnel des monarques du pays. Son père travaille dans les mines, puis comme vacher pour le ministère de l'Agriculture. Sa mère travaille comme servante dans des fermes, puis est mère au foyer. Durant son enseignement secondaire dans une école locale, il est suspendu à plusieurs reprises pour avoir critiqué ce qu'il percevait comme le racisme d'enseignants britanniques envers les enseignants swazi. Le Swaziland devient indépendant en 1968,.
Ayant obtenu son diplôme d'enseignement secondaire, Mario Masuku s'établit à Mbabane, la capitale, où il est employé par une banque. Il rencontre des membres exilés des mouvements de lutte pour la libération de l'Afrique du Sud (où sévit l'apartheid) et du Mozambique (colonie portugaise). Il se syndicalise et se politise. En 1973, le roi Sobhuza II abroge le régime de monarchie constitutionnelle établi durant la décolonisation, et met en place une monarchie absolue. Les partis politiques sont désormais interdits. En 1983, Masuku est l'un des fondateurs du Mouvement démocratique populaire unifié (PUDEMO), parti politique clandestin de gauche créé notamment par « des groupes de travailleurs, d'intellectuels et d'étudiants ». Depuis 1986, Mario Masuku est le président du mouvement.
En 1990, il est arrêté avec dix autres membres du parti pour avoir organisé une réunion politique illégale, et est inculpé pour haute trahison. Les accusés sont acquittés et libérés. En octobre 2000, il est arrêté à nouveau et inculpé pour sédition, accusé d'avoir appelé publiquement au départ du roi, avant d'être relâché à nouveau. Dénonçant les modalités des élections législatives de septembre 2008, il affirme : « Au Swaziland, il n’y a pas d’élections. Il y a seulement une sélection de personnes qui font ce que leur dit le roi ». En novembre de cette même année, Masuku est arrêté en application de la nouvelle loi de suppression du terrorisme, accusé de s'être prononcé oralement en faveur d'actes terroristes. Il n'est présenté qu'en septembre 2009 à un juge, qui le libère immédiatement, constatant l'absence de toute preuve de culpabilité à son encontre. 
En mars 2010, le député et ancien ministre des Affaires étrangères danois Mogens Lykketoft lui remet, au nom du Parlement du Danemark, le Prix de la Démocratie, nouvellement institué,,. Masuku appelle au boycott des élections législatives de 2013, indiquant : « Nous ne pouvons avoir des élections libres et justes lorsque nous avons des gens en exil, des prisonniers politiques, et que la presse est censurée ». En mai 2014, il est arrêté avec un autre membre du parti pour avoir chanté en public une chanson favorable à la démocratie et s'être écrié « Vive le PUDEMO ! ». Il est libéré sous caution en juillet 2015. En 2018, il demeure en attente de son procès. 